# Biblis (biljni rod)
Biblis (lat. Byblis) je biljni rod vazdazelenih trajnica, svi osim jedne su endemi sa sjeverne i zapadne obale Australije, dok jedna vrsta (B. liniflora) raste i na jugu otoka Nova Gvineja.
Biljke roda Biblis su mesožderke (karnivore) kojima odgovara močarno stanište, pa u Australiji, gdje su sve zaštićene, preferiraju sezonski mokra pješčana tla. 
Osam vrsta je priznato

## Vrste
1. Byblis aquatica Lowrie & Conran
2. Byblis filifolia Planch.
3. Byblis gigantea Lindl.
4. Byblis guehoi Lowrie & Conran
5. Byblis lamellata Conran & Lowrie
6. Byblis liniflora Salisb.
7. Byblis pilbarana Lowrie & Conran
8. Byblis rorida Lowrie & Conran